# Parosphromenus deissneri
Rájovčík Deissnerův (Parosphromenus deissneri, česky též rájovec Deissnerův) je vzácná ryba z jihovýchodní Asie. Žije v těch nejtemnějších částech pralesa, kde číhá na svou kořist, kterou je obvykle hmyz. Je velmi opatrná a číhá ze zálohy.